# Cumulus mediocris
Cumulus mediocris (Cu med) (łac. mediocris – średni, mierny) – chmury Cumulus o umiarkowanej rozciągłości pionowej (takiej, jak i poziomej), których wierzchołki wykazują niewielkie wypukłości. Chmury te potrafią wypiętrzyć się na wysokość ponad kilometra. Z tego powodu zdarza się, że wywołują słaby, przelotny opad deszczu lub śniegu, ale przeważnie nie dają opadów. Ze względu na to, że Cumulus mediocris często jeszcze nie są zbyt grube, frakcja opadu nie jest duża. Chmura ta stanowi pośrednie stadium rozwoju pomiędzy Cumulus humilis a Cumulus congestus.
Symbol klucza CL=2  przewidziany dla Cumulus mediocris.